# Virgil Widrich
Virgil Widrich, avstrijski filmski režiser, scenarist in multimedialni umetnik, * 16. maj 1967, Salzburg.
Režira predvsem kratke in eksperimentalne filme. Widrich dela na številnih filmih in multimedijskih projektih, deloma v kreativnih delovnih skupnostih. Znan je predvsem po svojih številnih kratkih filmih in multimedijskih projektih, ki so skupaj prejeli 290 filmskih nagrad.

## Življenje
V Salzburgu rojeni Virgil Widrich je svoje otroštvo preživel v več kot 500 let stari hiši na salzburškem Mönchsbergu. Njegovi starša sta novinar Hans Widrich in Gerheid rojena Kupelwieser. V svojem otroštvu je spoznal umetnike, kot je bil sosed Peter Handke in pogost obiskovalec Wim Wenders.
V starosti 13 let je dobil svojo prvo kamero Super-8. Še v istem letu (1980) je posnel tri filme, Moje domače življenje (My Homelife), Pečeno meso (Gebratenes Fleisch) in 3 krat Ulf (3 mal Ulf). Temu je sledila risanka Tudi barva lahko sanja (Auch die Farbe kann träumen). V starosti 15 let je posnel film Monstrum v Salzburgu (Monster in Salzburg), pri katerem je prvič sodeloval z igralci. Besni monstrum je uresničen s tehniko stop-motion. Leta 1983 je začel z delom na O duhu časa (Vom Geist der Zeit).
Po maturi na Akademski gimnaziji v Salzburgu je obiskoval Akademijo za film na Dunaju (Filmakademie Wien), ki pa jo je kmalu zapustil. Leta 1987 je z dvema partnerjema ustanovil podjetje Classic Films. Leta 1990 je kot asistent Johna Baileya odšel v Hollywood.
Leta 1993 je sodeloval pri organizaciji prve Diagonale. Leta 1997 je ustvaril film tx-transform (pokazan na Ars Electronica). Leta 1999 je posnel Heller als der Mond (premiera v Rotterdamu, 2000). Leta 2001 je sledil Copy Shop (43 nagrad, Oskar nominacija), nato Fast Film (35 nagrad, 500+ festivalov). Leta 2001 je ustanovil checkpointmedia AG. Ustanovil je tudi lastno produkcijo Virgil Widrich Film- und Multimediaproduktions G.m.b.H. ter bil soustanovitelj Amour Fou.
Od leta 2007 do 2010 je bil profesor za digitalno umetnost na Universität für angewandte Kunst Wien, od 2010 vodi program Art & Science. Leta 2024 je postal član ameriške Akademije umetnosti in znanosti gibljivih slik.

## Nagrade (izbor)
Heller als der Mond (2000)
- Nagrada za scenarij mesta Salzburg (1997)
- Nagrada »Jean Carment« za Larsa Rudolpha – Angers European First Film Festival (2000)
- Nagrada »Laser Vidéo Titres« – Angers European First Film Festival (2000)

Copy Shop (2001)
- Nominacija za oskarja (2002) za najboljši kratki igrani film
- Nagrada za najboljšo zvočno podobo – Clermont-Ferrand (2001)
- Najboljši eksperimentalni film – Toronto International Short Film Festival (2001)
- Kodak Award – nagrada žirije – Puchon (J. Koreja, 2001)
- Nagrada žirije – IMAGO, Covilha, Portugalska (2001)
- Srebrna golobica – Mednarodni festival dokumentarnega in animiranega filma Leipzig (2001)
- Najboljši kratki film – Lleida, Španija (2001)
- Najboljši eksperimentalni film – Shorts International New York (2001)
- 1. nagrada Comunidad de Madrid – najboljši film – Madrid Semana de Cine Experimental (2001)
- Najboljši kratki film – Barcelona L'alternativa (2001)
- Nagrada žirije – Leuven Kort (2001)
- Najboljši film festivala – Boston Underground Film Festival (2002)
- Prix des télévisions européennes – Bruselj, Festival fantazijskega filma (2002)
- Posebna nagrada – Hirošima Animation Festival (2002)
- Najboljši eksperimentalni film – Solun (2002)
- Posebna nagrada žirije – Tehran Animation Festival (2003)

Fast Film (2003)
- Uradna selekcija festivala v Cannesu
- Najboljši animirani kratki film – C.O.R.E. Award, Toronto (2003)
- Glavna nagrada za animacijo – Vila do Conde, Portugalska (2003)
- Najboljši eksperimentalni film – Melbourne International Film Festival (2003)
- Nagrada občinstva – Bearded Child Film Festival, ZDA (2003)
- Najbolj domiseln film – Odense Film Festival (2003)
- High Risk Award – Fantoche, Švica (2003)
- Najboljši eksperimentalni film – Solun (2003)
- Najbolj inovativen kratki film – Leipzig (2003)
- Grand Prix – Uppsala Short Film Festival (2003)
- Nagrada skupnosti Madrid – najboljši film – Semana de Cine Experimental (2003)
- Onda Curta – 2. nagrada in posebna omemba – Cinanima, Portugalska (2003)
- Innova Award – Animadrid, Španija (2003)
- Nagrada filmskih kritikov – Animafest Zagreb (2004)
- ASIFA Korea – najboljši eksperimentalni film – SICAF (2004)
- Cartoon d'Or – najboljši animirani film – Forum Galicia (2004)

back track (2015)
- NYC Indie Film Awards – ZDA – zlata nagrada za eksperimentalni film
- FICOCC – Venezuela – najboljši eksperimentalni kratki film
- Crossing the Screen – Anglija – najboljši eksperimentalni film

Die Nacht der 1000 Stunden (2016)
- Flash Forward Audience Award – Busan International Film Festival, Južna Koreja

Vienna table trip (2016)
- EIFA – Evropska neodvisna filmska nagrada, Pariz – platinasta nagrada za najboljšo animacijo
- LA Shorts Awards – diamantna nagrada za najboljšo animacijo
- TRAVEL FILM – finalist festivala v Moskvi
- Tourfilm Riga – 1. nagrada za kulturni turizem
- Film Forum Linz – priznanje za turistični film

Be My Rebel (2018)
- Mindfield Film Festival – Los Angeles – platinasta nagrada za najboljši glasbeni video
- UNDO Divergent Film Awards – Arlington – najboljši glasbeni video
- NYC Indie Film Awards – najboljši glasbeni video
- Hollywood Sun Awards – najboljši glasbeni video
- Fort Worth Indie Showcase – najboljši mednarodni glasbeni video
- Rosarito International FF – najboljši glasbeni video
- Eurasia International Monthly FF – Moskva – najboljši glasbeni video
- Royal Wolf Film Awards – Los Angeles – zlata nagrada: najboljši FX, režiser, glasbeni video
- Top Indie Film Awards – najboljši režiser, najboljši FX
- Enginuity Film Awards – najboljši režiser za nove medije
- LA Edge Awards – najboljši video, montaža, vizualni efekti
- Silicon Beach FF – najboljši glasbeni video
- Berlin Flash FF – mesečni zmagovalec april 2018
- SFAAF – Čile – najboljši vizualni učinki
- MedFF – Sirakuze – najboljši glasbeni video

tx-reverse (2019)
- Najboljši eksperimentalni film – Eden, Edison, Black Mountain (2022)

Es ist genau genug Zeit (2021)
- Najboljša animacija – Harlem International Film Festival, New York (2023)
- Najboljša drama (micro-short) – Panther City Film Festival, ZDA (2023)
- Najboljša montaža – Monza Film Fest, Italija (2023)
- Posebna omemba – British Indie Film Festival, London (2023)
- Nagrada žirije – Blow-Up Arthouse Film Festival, Chicago (2024)

checkpointmedia GmbH
- Nacionalna nagrada (Avstrija) za "Mozarthaus Vienna" (2006)
- Nagrada za javno obveščanje in storitve – Center za obiskovalce avstrijskega parlamenta (2006)

## Razstave
- 2006: Oblikovanje interaktivnih medijev za Mozarthaus Vienna
- 2008: Essence08, MAK Dunaj
- 2009: Linz. City in Luck, Nordico Linz
- 2009: Alias in Wonderland, MQ Dunaj
- 2009: Essence09, Vordere Zollamtsstraße, Dunaj
- 2010: Essence10, Künstlerhaus Wien
- 2010: 90 Jahre Salzburger Festspiele, Salzburg Museum
- 2011: parameter{world}, Art & Science, Dunaj
- 2012: Essence12, Künstlerhaus Wien
- 2013: Crucial Experiments, MQ Dunaj, Vienna Art Week
- 2014: Essence14, Künstlerhaus Wien
- 2015: Parallaxis, Farbenrausch, Leopold Museum
- 2016: [dis]placement – Information through Sound, Citygate, Dunaj
- 2017: Circuit Training, das weisse haus, Dunaj
- 2017: analog_digital – Die Dichotomie des Kinos, METRO Kinokulturhaus
- 2017: Panzerschrank Potemkin, Vienna Design Week
- 2017: Ästhetik der Veränderung, MAK
- 2018: Sound of Music World, Salzburg
- 2018: Voyage autour de ma chambre, Vienna Design Week
- 2019: sconarium, Bad Schönau
- 2020: Überall Musik!, DomQuartier Salzburg
- 2025: Klimt. Pigment & Pixel (Belvedere), Die Braut (Belvedere), z Marc Schuranom

## Glasbeno gledališče
- 2012: New Angels – zasnova z Martinom Haselböckom in Frankom Hoffmannom, Théâtre National du Luxembourg
- 2019: Video režija in scenografija za opero Nova – Imperfecting Perfection Franza Danksagmüllerja na Evangeličnem cerkvenem dnevu v Dortmundu.[3]

## Filmografija
- 1980: My Homelife – 6 min (dokumentarni)
- 1980: Gebratenes Fleisch – 11 min (triler)
- 1980: 3 mal Ulf – 12 min (dokumentarni, Arnulf Komposch)
- 1981: Auch Farbe kann träumen – 12 min (animirani film)
- 1982: Monster in Salzburg – 12 min (stop-motion animacija)
- 1983–1985: Vom Geist der Zeit – 112 min (eksperimentalni celovečerni film)
- 1998: tx-transform – 5 min (eksperimentalna animacija, sopodpisana režija z Martinom Reinhartom)
- 2000: Heller als der Mond – 88 min (komedija o tujosti na Dunaju)
- 2001: Copy Shop – 12 min (eksperimentalni, nominiran za oskarja)
- 2001: LinksRechts – 4 min (dokumentarni o politiki in filmu)
- 2003: Fast Film – 14 min (animacija iz filmskih podob)
- 2010: make/real – 5 min (found footage, za razstavo v Kunsthaus Graz in Muzeju Tinguely)
- 2011: warning triangle – 6 min (found footage, za razstavo v Muzeju Tinguely)
- 2015: back track – 7 min (eksperimentalni 3D film o času)
- 2016: Vienna table trip – 1 min 22 s (animirani promocijski film)
- 2016: Die Nacht der 1000 Stunden – 92 min (zgodovinski triler)
- 2018: Be my Rebel – 3 min 45 (glasbeni video z Neno in Daveom Stewartom)
- 2018: Light Matter – 5 min (eksperimentalni)
- 2018: Icon Island – 5 min (video instalacija)
- 2019: tx-reverse – 5 min (eksperimentalni, sopodpisana režija z Martinom Reinhartom)
- 2021: There is exactly enough time – 1 min (animirani, skupaj z Oskarjem Salomonowitzem)

- od 2011 naprej: Micromeo – animirani celovečerni film v razvoju, scenarij z Jean-Claude Carrièreom